# Brasilianische Fußballnationalmannschaft
Die brasilianische Fußballnationalmannschaft, genannt Seleção (portugiesisch „Auswahl“), ist ein vom brasilianischen Nationaltrainer zusammengestellter Kader von Spitzenspielern. Sie repräsentiert den brasilianischen Fußballverband, die Confederação Brasileira de Futebol (C.B.F.), auf internationaler Ebene bei Freundschaftsspielen und internationalen Turnieren.
Mit fünf gewonnenen Titeln ist sie die weltweit erfolgreichste Fußballnationalmannschaft bei den Fußball-Weltmeisterschaften. Der letzte WM-Sieg wurde 2002 erreicht. In der FIFA-Weltrangliste vom Oktober 2022 belegte Brasilien den ersten Platz.

## Geschichte

### 1914–1938: Aufstieg in die Weltspitze

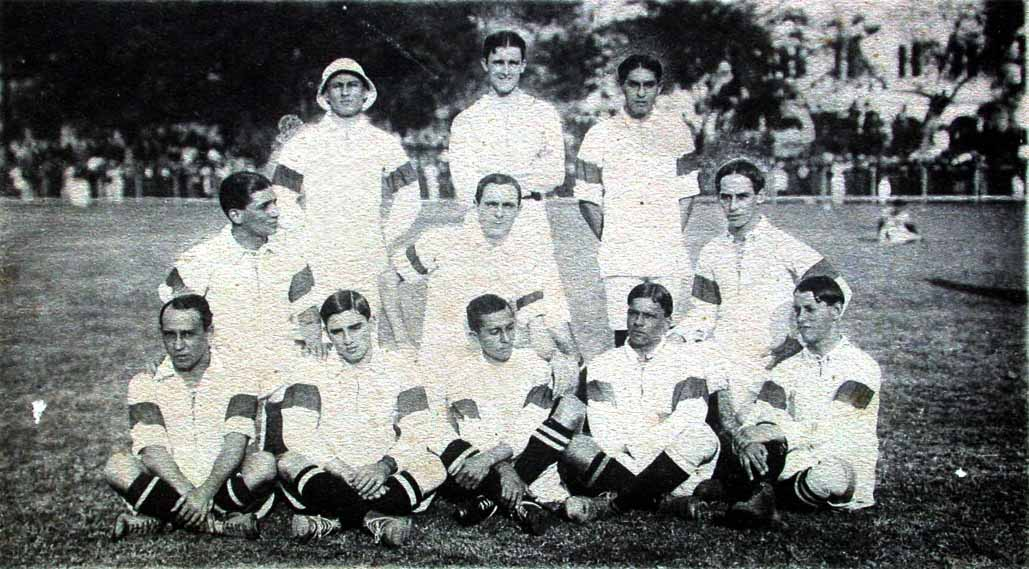
Das erste brasilianische Fußballnationalteam, im Juli 1914.

Das erste offizielle Spiel der Nationalmannschaft fand 1914 gegen die englische Vereinsmannschaft Exeter City statt und wurde 2:0 gewonnen.
1916 nahm Brasilien am erstmals ausgetragenen Campeonato Sudamericano de Fútbol teil. 1919 gewann Brasilien erstmals diese südamerikanische Meisterschaft.
Die Teilnahme am Campeonato 1921 wurde vom Rassismus gegen die farbigen Spieler überschattet. Schon Wochen vor dem Turnier äußerten sich Abgeordnete in einer Parlamentsdebatte besorgt, dass eine dunkelhäutige Mannschaft Brasilien als ein halbzivilisiertes Land erscheinen lassen könne. Sie verwiesen darauf, dass die brasilianischen Spieler beim Campeonato Sudamericano 1917 von den argentinischen als „macaquitos“ (Affen) beschimpft worden waren. Am Vorabend der Nominierung des brasilianischen Kaders rief der brasilianische Präsident Epitácio Lindolfo da Silva Pessoa den Vorsitzenden der Confederação Brasileira de Desportos (CBD) zu sich und erklärte, dass keine farbigen Spieler aufgestellt werden dürften. Das Eingreifen von Präsident Pessoa bewährte sich nicht. Die rein weiße Mannschaft wurde ohne die schwarzen Stars beim Campeonato Sudamericano 1921 nur zweite.

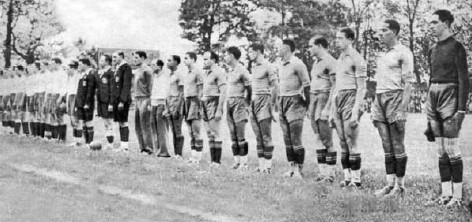
Polen 5:6 Brasilien, 1938

Beeinträchtigt wurde die Nationalmannschaft auch durch Streit innerhalb der Brasilianischen Fußballkonföderation CBD, insbesondere zwischen den Fußballverbänden der Bundesstaaten São Paulo und Rio de Janeiro. Deren Rivalität führte dazu, dass man nicht die besten Spieler des Landes aufstellte, sondern um des Friedens willen Mannschaften antreten ließ, die nur aus Spielern aus dem einen oder aus dem anderen der beiden zerstrittenen Verbände bestanden. Bei den Weltmeisterschaften 1930 kamen z. B. nur Spieler aus dem Bundesstaat Rio de Janeiro zum Zuge. Derart geschwächt schied die brasilianische Mannschaft bei den Weltmeisterschaften 1930 und 1934 jeweils schon in der ersten Runde (Gruppenspiele bzw. Achtelfinale) aus. Doch schon bei der WM 1938 konnte Brasilien mit einem dritten Platz den Grundstein für weitere Erfolge legen. Bei dieser WM wurde Leônidas da Silva mit sieben Treffern Torschützenkönig.

### 1938–1954: Historische Niederlage im Maracanã

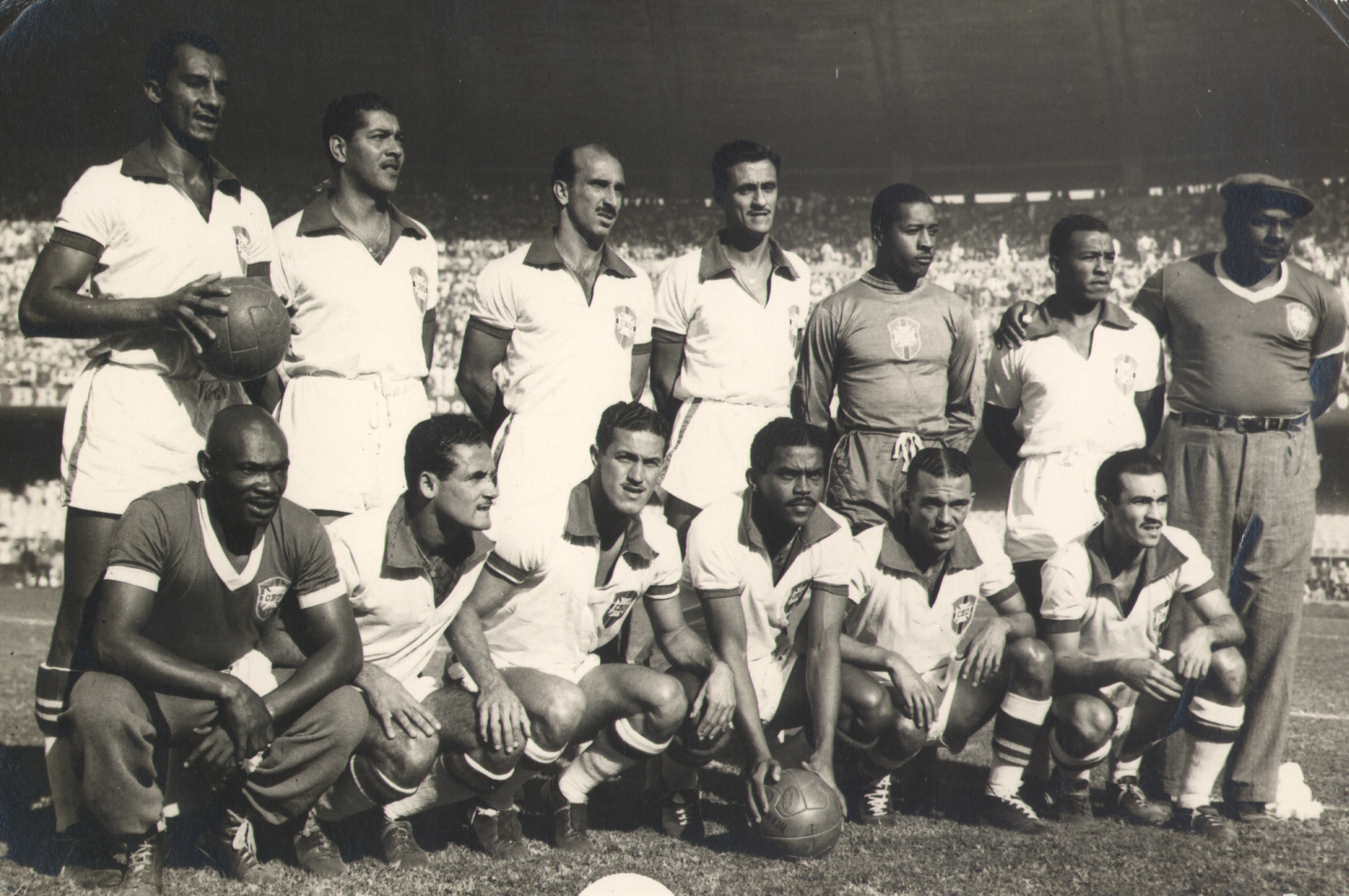
Brasilianische Auswahl bei der WM 1950

Infolge des Ausbruchs des Zweiten Weltkriegs im Jahr 1939 wurde bis 1950 keine Weltmeisterschaft ausgetragen. 1950 war Brasilien Gastgeber der ersten Weltmeisterschaft nach dem Krieg. Brasilien hatte im Gegensatz zur europäischen Konkurrenz kaum unter dem Zweiten Weltkrieg gelitten. Der Fußballbetrieb war praktisch ungestört weitergelaufen und Brasilien konnte auf eine große Anzahl talentierter Spieler zurückgreifen. Brasilien galt daher zusammen mit England als hoher Favorit auf den Turniersieg. Einmalig in der Geschichte der Fußball-Weltmeisterschaft war es, dass bei dieser WM der Weltmeister in zwei Gruppenphasen ohne ein abschließendes Finalspiel ermittelt wurde. Jedoch wurde das letzte Gruppenspiel zwischen Brasilien und Uruguay zum Finale dieses Turniers, bei dem Brasilien bereits ein Unentschieden genügt hätte. Vor 199.854 fanatischen Cariocas im Maracanã von Rio de Janeiro ging Brasilien zunächst mit 1:0 in Führung. Mitte der zweiten Hälfte glich Uruguay aus. Zehn Minuten vor Schluss gelang Uruguay der entscheidende Treffer zum Sieg und zur Weltmeisterschaft. Der 16. Juli 1950 war die bis dahin dunkelste Stunde des brasilianischen Fußballs. Niemals vorher war die Enttäuschung größer. Wie groß sie war, belegt die Tatsache, dass die bis zu diesem Tag von der brasilianischen Nationalelf getragene weiße Spielkleidung „verbannt“ worden ist und Brasilien seitdem in gelb-blauer Spielkleidung aufläuft. Das Spiel im Maracanã in Rio de Janeiro ist seitdem in Südamerika als „Maracanaço“ bekannt. Danach gab es zwei Jahre lang kein Länderspiel Brasiliens.
Um die Maracanã-Niederlage zu vergessen, wurde für die WM 1954 die brasilianische Mannschaft fast vollständig ersetzt, hatte aber trotzdem einen Stamm guter Spieler, einschließlich Nílton Santos, Djalma Santos und Didi. Brasilien schied allerdings bereits im Viertelfinale gegen die seit vier Jahren unbesiegten Ungarn aus. Die 2:4-Niederlage gegen den Favoriten des Turniers war mit drei Feldverweisen eines der hässlichsten WM-Spiele in der Fußballgeschichte und ist seitdem als „Schlacht von Bern“ bekannt.

### 1958–1971: Die Ära Pelé mit drei WM-Titeln

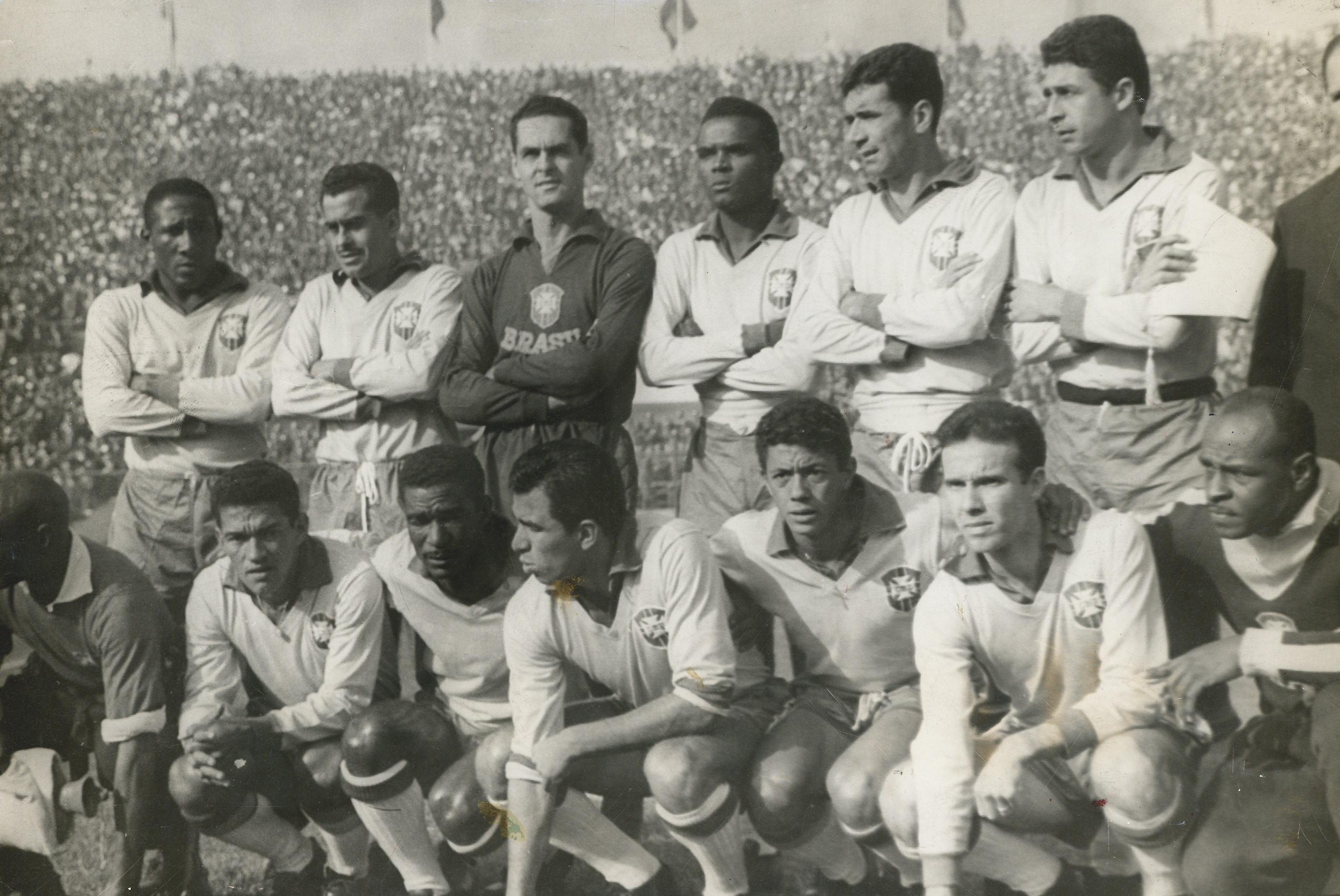
Brasilianische Nationalmannschaft, 1962

Bei der Fußball-Weltmeisterschaft 1958 in Schweden begann die Ära Pelé, der diesem Turnier seinen Stempel aufdrückte. Brasilien gewann mit dem jungen Pelé seinen ersten Weltmeister-Titel, indem es Gastgeber Schweden im torreichsten Finale der WM-Geschichte mit 5:2 besiegte. Mit sechs Toren belegte er zusammen mit Helmut Rahn den 2. Platz in der Torjägerliste und ihm gelang das erste Kopfballtor in einem Finale.
Bei der WM 1962 in Chile konnte Brasilien seinen Titel verteidigen. Diesmal schlug man im Finale die CSSR mit 3:1. Im Gruppenspiel hatte man sich noch 0:0 getrennt. Hierbei verletzte sich Pelé und fiel für das weitere Turnier aus, sodass bei diesem Turnier Garrincha im Vordergrund stand.
Bei der WM 1966 in England wurde die brasilianische Mannschaftsaufstellung durch sportpolitische Einflüsse beeinträchtigt. Alle größeren brasilianischen Vereine wollten die WM für ihre Spieler als Bühne benutzen. In den letzten Monaten der Vorbereitung musste Trainer Vicente Feola mit 46 Spielern arbeiten, von denen er schließlich nur 22 mit nach England nehmen konnte. Dies führte zu internen Streitigkeiten und psychischer Belastung und schlug sich in einer der bis dato schlechtesten Darbietungen Brasiliens bei einer Weltmeisterschaft nieder: Brasilien schied als zweiter amtierender Weltmeister (nach Italien 1950) bereits in der Vorrunde aus. Die überalterte Mannschaft war nach dem verletzungsbedingten Ausscheiden Pelés nicht in der Lage, in der Gruppenphase gegen Ungarn (1:3) und Portugal (1:3) einen Sieg zu erringen. Mit dem Ausscheiden Brasiliens war der Titelfavorit überraschend eliminiert.

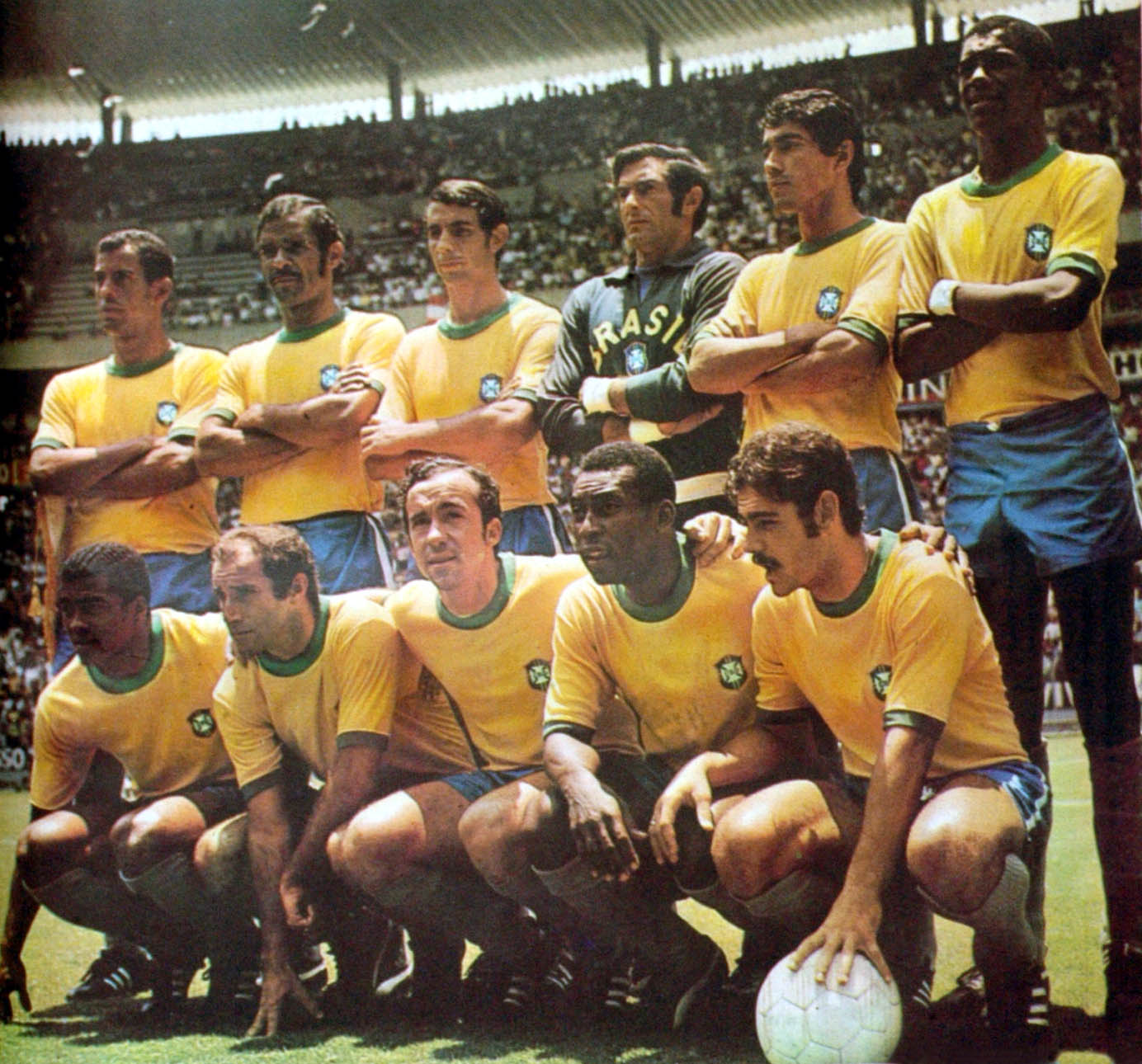
Die Weltmeister-Mannschaft 1970 vor dem Viertelfinalspiel gegen Peru

Der dritte WM-Titel folgte 1970 in Mexiko. Nach einem nie gefährdeten Durchmarsch und dem 4:1 im Endspiel gegen Italien konnte Brasilien durch den dritten Titelgewinn den Coupe Jules Rimet behalten. Mário Zagallo gelang es bei diesem Turnier auch als erstem Trainer, der zuvor (1958 und 1962) als Spieler Weltmeister geworden war, den Titel zu erringen. Die Seleção 1970 wurde aufgrund ihrer Spielweise und ihrer Triumphe im Nachhinein mehrfach als eine der besten Mannschaften aller Zeiten ausgezeichnet.
1971 beendete Pelé seine Karriere in der Nationalmannschaft. 1972 gewann Brasilien noch die Taça Independência, auch als „Mini-Copa“ bezeichnet, ein internationales Turnier, an dem 18 Nationalmannschaften und zwei Kontinentalvertretungen teilnahmen. Zu diesem Turnier waren allerdings die weltbesten Teams wie Polen, Italien, Deutschland oder die Niederlande nicht angereist. Brasilien gelang es zudem, mit dem 1:0 gegen Schottland den bisherigen Rekord der Unbesiegtheit (32 Mal durch Ungarn) zu brechen und 33 Spiele hintereinander ungeschlagen zu bleiben. Nach dem Turnier beendete auch Tostão seine Nationalmannschaftskarriere, womit neben Pele und Carlos Alberto Torres eine weitere wichtige Säule der 1970er Mannschaft die Mannschaft verlassen hatte.

### 1974–1990: „Durststrecke“ ohne WM-Titel
Nachdem Pelé und andere Stars aus der brasilianischen Nationalmannschaft zurückgetreten waren, spielte man bei der WM 1974 in Deutschland ein enttäuschendes Turnier. Die Vorrunde hatte man als Gruppenzweiter nach zwei Unentschieden überstanden und traf in der Zweiten Finalrunde auf die Niederlande, Argentinien und die DDR. Die Spiele gegen die DDR und Argentinien gewann man knapp. Gegen die Topfavoriten aus den Niederlanden und deren „Totalen Fußball“ konnte man sich nicht durchsetzen und verlor mit 0:2. Brasilien beendete nach einer 0:1-Niederlage im Spiel um Platz 3 gegen Polen das Turnier auf dem 4. Platz. Der medizinische Betreuer Mário Américo, der der Selecao jahrzehntelang gedient hatte, zog sich zurück.
Das Resultat bei der Weltmeisterschaft 1978 war aus Sicht der Brasilianer umstritten. In der Zweiten Finalrunde konkurrierte Brasilien mit dem Gastgeber Argentinien um den zur Finalteilnahme berechtigenden ersten Platz, nachdem das direkte Aufeinandertreffen torlos endete. Das abschließende Gruppenspiel der Brasilianer fand vor dem der Argentinier statt, wodurch Argentinien vor dem Spiel bereits wusste, dass sie mit vier Toren Unterschied gewinnen mussten. Das Spiel gegen Peru wurde mit 6:0 gewonnen, der spätere Weltmeister Argentinien qualifizierte sich aufgrund des besseren Torverhältnisses für das Finale. Die Brasilianer monierten, dass der peruanische Torwart Ramón Quiroga, in Argentinien geboren, in den fünf vorhergehenden Spielen nur sechs Tore kassiert hatte und Argentinien im bisherigen Turnierverlauf ebenfalls erst sechs Tore erzielen konnte. Zum anderen hält sich bis heute der Verdacht, die argentinische Militärjunta hätte den hohen Sieg mit eventuellen Getreidelieferungen an den peruanischen Staat erkauft. Ein Fehlverhalten wurde von beiden Seiten jahrzehntelang verneint. Jahre später erwähnte ein peruanischer Senator, dass man absichtlich in der Höhe verloren habe. Deshalb und weil Brasilien in diesem Turnier die einzige ungeschlagene Mannschaft geblieben war, sehen viele Brasilianer ihre Mannschaft als den moralischen Sieger. Durch einen 2:1-Sieg über Italien wurde man Dritter. Ende 1980 nahm man an der sogenannten Mini-WM teil. In der Vorrunde besiegte man den amtierenden Weltmeister Argentinien und den amtierenden Europameister Deutschland (4:1) und zog ins Endspiel ein, welches man gegen Uruguay knapp verlor. 1983 kam man dann bis ins Endspiel der Copa América, verlor dieses jedoch – wieder gegen Uruguay.
Bei der Weltmeisterschaft 1982 galt Brasilien als Favorit und die Nationalmannschaft zeigte mit Spitzenspielern wie Zico, Falcão, Toninho Cerezo, Éder Aleixo und Sócrates, unter dem Trainer Telê Santana Offensiv-Fußball. Brasilien agierte bei diesem Turnier mit einem 4-2-2-2-System. In der Innenverteidigung spielten Luizinho und Oscar, während die beiden Außenverteidiger Leandro und Junior die Offensive mitunterstützten. Toninho Cerezo und Falcao, Socrates und Zico, sowie Eder und Serginho bildeten dann Mittelfeld und Angriff, wobei alle Spieler sehr flexibel agierten und für den Gegner schwer einzuschätzen waren. Brasilien gewann alle Gruppenspiele der Vorrunde und traf in der ersten Finalrunde auf Argentinien und Italien. Im ersten Spiel wurde Argentinien mit 3:1 besiegt. Dem WM-Favoriten hätte im zweiten Spiel ein Unentschieden zum Erreichen des Halbfinals gereicht, aber in einem Klassiker der WM-Geschichte verlor man 2:3 gegen Italien, wobei Paolo Rossi alle drei Treffer für den späteren Weltmeister erzielte. Vorher hatte er in vier Spielen kein einziges Tor erzielt.
Während der Weltmeisterschaft 1986 in Mexiko konnte Brasilien, mit Telê Santana und einigen Spielern von 1982, an die bezaubernde Leistung der vorherigen WM anknüpfen. Brasilien verlor im Viertelfinale gegen Frankreich nach Elfmeterschießen mit 4:5. Zico verschoss dabei einen Elfmeter schon während der regulären Spielzeit. Nach diesem Turnier endete auch eine Ära. Nationaltrainer Santana, Falcao, Zico und Socrates traten aus der Nationalmannschaft zurück. Toninho Cerezo war bereits 1985 zurückgetreten und Eder Aleixo war gar nicht mehr berücksichtigt worden, da er seine Form nicht mehr erreicht hatte.
Um die Spieler Romario, Bebeto, Taffarel und Dunga wurde eine neue Mannschaft aufgebaut, die bereits 1989 die Copa América gewinnen konnte und zur WM 1990 als Mitfavorit anreiste.
Bei der Weltmeisterschaft 1990 wurde Brasilien vom bis dahin wenig bekannten Sebastião Lazaroni trainiert. Die Brasilianer schafften es mit einer für sie ungewöhnlich defensiven Spielweise, die Vorrunde schadlos zu überstehen. Im Achtelfinale schied Brasilien trotz seiner besten Turnierleistung gegen Argentinien aus. Sie erspielten sich Chance um Chance und mussten sich dennoch dem Südamerika-Rivalen geschlagen geben. Eine Kombination von Maradona und Caniggia neun Minuten vor dem Ende bescherte Argentinien den 1:0-Sieg.

### 1994–2006: Zwei weitere Weltmeistertitel
24 Jahre nach dem dritten Titelgewinn gewann die Seleção bei der WM 1994 in den USA ihren vierten Titel. Trainer Parreira ließ mit einem defensiv interpretiertem 4-4-2-System spielen. Romario und Bebeto bildeten das Offensivduo und erzielten zusammen acht der elf brasilianischen Tore. Weiterer Leistungsträger war Kapitän Dunga, der im linken defensiven Mittelfeld spielte. Erstmals in einem WM-Finale entschied im Spiel gegen Italien nach 120 torlosen Minuten ein Elfmeterschießen über die Weltmeisterschaft. Brasilien gewann dies mit 3:2. Roberto Baggio, der zuvor mit fünf erzielten Treffern an Italiens Finaleinzug beteiligt gewesen war, verschoss den entscheidenden Elfmeter. Der 17-jährige Ronaldo gehörte zwar zum Kader der Brasilianer, wurde im Turnier aber nicht eingesetzt. Er sollte sich in den nächsten Jahren zum Topstürmer entwickeln.
Zur WM 1998 reiste Brasilien als einer der Favoriten an. 1997 hatte man die Copa América gewonnen und mit Ronaldo, Rivaldo, Roberto Carlos und Cafu Weltstars im Team. Brasilien wurde trotz einer 1:2-Niederlage gegen Norwegen in der WM-Vorrunde noch Gruppensieger und kämpfte sich dann später im Halbfinale gegen die Niederlande per Elfmeterschießen bis ins Finale vor. Dort verlor man aber deutlich gegen Gastgeber Frankreich mit 0:3. Zinédine Zidane schoss die Franzosen mit zwei Toren zum Sieg. Ronaldo, der kein gutes Spiel machte, hatte wohl vor dem Spiel einen epileptischen Anfall erlitten. Die Frage, warum er aufgestellt worden war, wurde in Brasilien später von einem staatlichen Untersuchungsausschuss untersucht.

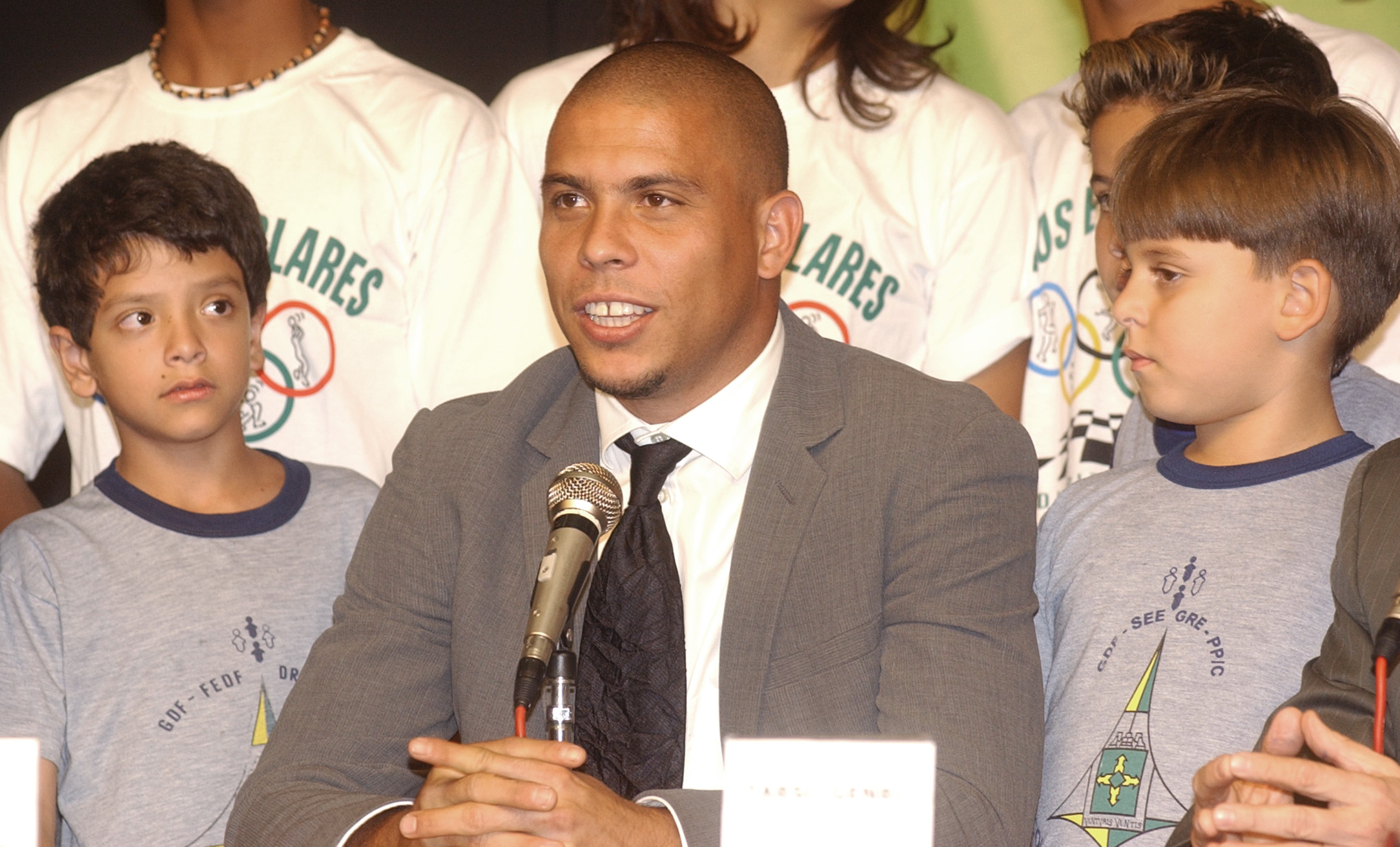
Dreifacher Weltfußballer des Jahres: der brasilianische Fußballspieler Ronaldo

Ihren fünften WM-Titel gewannen die Brasilianer bei der WM 2002 in Japan und Südkorea. Der Rekord-Weltmeister hatte nicht wie 1998 zu den Topfavoriten gezählt. Vor allem Titelverteidiger Frankreich, Argentinien und Vizeeuropameister Italien wurden damals stärker eingeschätzt. Frankreich und Argentinien schieden aber in der Vorrunde aus, Italien im Achtelfinale. Brasilien gewann jedes Spiel. Leistungsträger waren Ronaldo, Rivaldo, Cafu, Roberto Carlos und der junge Ronaldinho. Das Finale wurde 2:0 gegen die bislang bei Weltmeisterschaften zweiterfolgreichste deutsche Mannschaft gewonnen. Es war zugleich das erste Mal, dass die Nationalmannschaften Brasiliens und Deutschlands einander bei einer Fußball-Weltmeisterschaft gegenüberstanden. Zuvor war bereits die Auswahl der DDR bei der WM 1974 Gegner der Seleção gewesen. Entschieden wurde das Spiel durch Ronaldo, der beide Tore erzielte und mit acht Toren auch Torschützenkönig des Turniers wurde.

### 2006–2014: Zwei enttäuschende Weltmeisterschaften und der „Schock von Mineirão“

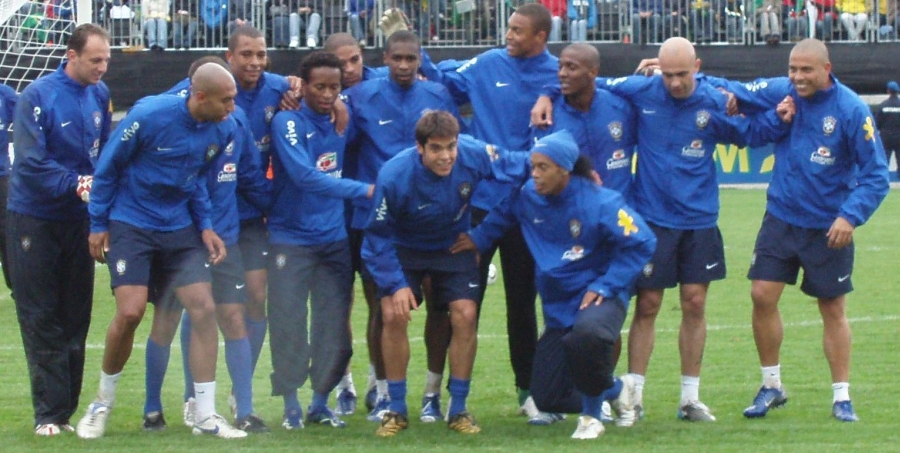
Training der brasilianischen Fußballnationalmannschaft in Weggis (1. Juni 2006)

Bei der Fußball-Weltmeisterschaft 2006 befand sich die Seleção in der Gruppe F mit Kroatien, Australien und Japan. Das erste Gruppenspiel gewannen sie mit 1:0 gegen Kroatien, bevor sie sich im zweiten Spiel mit 2:0 gegen Australien zu behaupten wussten. In beiden Spielen konnten sie spielerisch nicht überzeugen. Dies änderte sich auch nicht im letzten Spiel gegen Japan, das nach einem 0:1-Rückstand mit 4:1 gewonnen wurde. Bei diesem Spiel erzielte Ronaldo seinen insgesamt 14. Treffer bei einer WM-Endrunde und stellte damit den 32 Jahre alten Rekord von Gerd Müller ein. Im Achtelfinale gegen Ghana gelang ihm in der 5. Minute sein 15. WM-Tor, womit er alleiniger Rekordhalter wurde. Das Spiel gegen Ghana gewann die Seleção mit 3:0. Ihr zweites Tor in dieser Begegnung war sehr umstritten, weil der Torschütze Adriano sich in einer eindeutigen Abseitsposition befand. Das dritte Tor wurde durch Zé Roberto erzielt. Ghana war lange Zeit ebenbürtig, nutzte aber seine Torchancen nicht aus. Schließlich schied die Auswahl im Viertelfinale gegen den späteren Vizeweltmeister Frankreich mit einem 0:1 aus, womit sie die Chance auf eine Revanche für die Finalniederlage von 1998 nicht nutzte.
Das für brasilianische Erwartungen enttäuschende Abschneiden des Teams löste heftige Diskussionen über die sportliche Turniervorbereitung und die Spielstrategie von Trainer Carlos Alberto Parreira während des Wettbewerbs aus. Sportjournalistische Kommentare in internationalen Zeitungen hatten bereits im Vorfeld des Turniers nach 14 öffentlichen Trainingseinheiten im schweizerischen Weggis kritisiert, die Trainingsmethoden wären zu stark auf mediale und kommerzielle Außenwirkung der Seleção als auf sportliche Fitness ausgerichtet gewesen. Brasilianische Medien bezeichneten die für das gesamte Turnier als wenig virtuos beurteilte fußballerische Leistung als „Bürokratenfußball“. Besonders enttäuschend war der Auftritt von Ronaldinho, der als kommender WM-Star gehandelt wurde. Er war weit entfernt von seinen Leistungen beim Confed-Cup 2005, als Brasilien im Halbfinale Deutschland mit 3:2 besiegte und anschließend das Finale gegen Argentinien 4:1 gewann.
In der Folge ersetzte Carlos Dunga Parreira als Nationaltrainer. Bei der Copa América 2007 in Venezuela misslang zunächst der Auftakt ins Turnier durch eine 0:2-Niederlage gegen Mexiko. Durch Siege gegen Chile und Ecuador gelang als Gruppenzweiter der Einzug ins Viertelfinale. Dort traf man abermals auf Chile, die man mit 6:1 besiegen konnte. Im Halbfinale gegen Uruguay stand es trotz zweimaliger Führung Brasiliens nach Ende der regulären Spielzeit 2:2. Nach einer torlosen Verlängerung konnte sich Brasilien schließlich mit 5:4 im Elfmeterschießen durchsetzen, obwohl mit Afonso und Fernando insgesamt zwei brasilianische Schützen vergaben. Im Finale gegen Argentinien behielt Brasilien anschließend mit 3:0 die Oberhand und gewann damit zum insgesamt 8. Mal die Copa América. Zusätzlich sicherte sich Robinho mit 6 Treffern den Titel als Torschützenkönig.
Für die WM 2010 konnte sich Brasilien als Erster der Südamerika-Qualifikation bereits am 5. September 2009 qualifizieren und reiste als Weltranglistenerster nach Südafrika. Nach den schlechten Erfahrungen mit öffentlichen Trainingseinheiten bei der letzten WM, setzte Nationaltrainer Dunga auf eine professionelle Vorbereitung. Er verzichtete zudem auf einige Stars wie Ronaldinho und Adriano, was von der brasilianischen Presse kritisiert wurde. Zur Vorbereitung spielte Brasilien gegen die in der Weltrangliste auf Platz 110 und 108 stehenden Mannschaften aus Simbabwe (3:0) und Tansania (5:1).
In die WM 2010 startete Brasilien mit einem 2:1 gegen Nordkorea, wobei den Nordkoreanern ihr einziges Tor bei dieser WM gelang. Nach einem 3:1-Sieg gegen die Elfenbeinküste stand Brasilien bereits vor dem letzten Gruppenspiel als Achtelfinalteilnehmer fest. Da auch den Portugiesen im letzten Gruppenspiel ein Remis für den Einzug ins Achtelfinale reichte, machten beide Mannschaften im abschließenden Gruppenspiel keine großen Anstrengungen, zumal es im parallel stattfindenden Spiel der Elfenbeinküste nicht gelang ihre Tordifferenz entscheidend zu verbessern um bei einer eventuellen Niederlage Portugals noch den zweiten Platz zu erreichen, das Spiel endete torlos. Im Achtelfinale gegen Chile hatte Brasilien in der ersten Hälfte zunächst Probleme, erst ein Kopfballtor durch Juan in der 35. Minute brach den Bann. Das zweite Tor durch Luís Fabiano in der 38. Minute ebnete dann endgültig den Weg ins Viertelfinale, den Robinho in der 59. Minute dann klarmachte. Im Viertelfinale trafen sie auf die Niederlande. Brasilien ging bereits in der 10. Minute in Führung und dominierte die 1. Halbzeit. Ein Tor von Wesley Sneijder nach einem Torwartfehler von Júlio César brachte in der 53. Minute die Wende und mit seinem 2. Tor entschied Sneijder in der 68. Minute das Spiel, zumal Brasilien nach einer roten Karte für Felipe Melo ab der 73. Minute nur noch mit zehn Spielern spielte. Brasilien war damit zum zweiten Mal nacheinander im Viertelfinale gescheitert. Nationaltrainer Dunga wurde vom Verband umgehend entlassen, die Mannschaft bei ihrer Heimkehr in Rio de Janeiro von wütenden Fans empfangen. Zudem verlor Brasilien durch das Viertelfinal-Aus Rang 1 in der FIFA-Weltrangliste.
Kurz nach der Weltmeisterschaft, noch im Juli 2010, wurde bekannt, dass Mano Menezes neuer Trainer der brasilianischen Landesauswahl werde. Sein Nachfolger beim SC Corinthians Paulista wurde Adílson Batista. Jedoch war Menezes nur zweite Wahl, nachdem Muricy Ramalho für den Posten absagte. Am 10. August 2010, beim Freundschaftsspiel gegen die USA, stand er erstmals an der Seitenlinie des fünfmaligen Weltmeisters. Menezes’ Hauptaufgabe war es, eine junge, konkurrenzfähige Mannschaft aufzubauen, die bei der Copa América 2011 in Argentinien und der WM 2014 in Brasilien nach Möglichkeit den ersten Platz belegen sollte. Für sein erstes Länderspiel als Cheftrainer, bei der er den meisten WM-Fahrern eine Pause gab und nicht berief, nominierte Menezes mit Victor, Renan, Jefferson, Rafael, David Luiz, Réver, Jucilei, Ganso, Ederson, André und Neymar insgesamt elf Spieler, die zuvor noch ohne Nationalmannschaftseinsatz waren. Viele weitere Akteure hatten bis dahin nur wenige Spiele im Dress der Seleção absolviert. Einzige WM-Fahrer im Aufgebot waren Dani Alves, Ramires, Robinho und Thiago Silva. Menezes Premierenspiel wurde schließlich mit 2:0 gewonnen. Bis Februar 2011 kamen fünfzehn Spieler zu ihrem Debüt in der Nationalmannschaft unter der Leitung des neuen Trainers. Auf dem gesamten Weg zur Copa América 2011 in Argentinien nominierte Menezes insgesamt 57 Spieler. Hinzu kam Ronaldo, der für sein Abschiedsspiel gegen Rumänien am 7. Juni 2011 im Kader stand. Im 23-Mann-Kader zur Copa América standen mit Torwart Júlio César, Lúcio, Maicon, Dani Alves, Luisão, Thiago Silva, Elano, Ramires und Robinho neun Spieler, die bei der WM 2010 im Viertelfinale scheiterten. Außerdem waren mit David Luiz, Elias, Jádson, Lucas, Ganso und Neymar sechs Spieler im Kader, die unter Menezes ihr Debüt in der A-Nationalmannschaft feierten. Auch dabei waren mit den Torhütern Victor und Jefferson, André Santos, Adriano, Sandro, Lucas Leiva, Alexandre Pato und Fred acht Spieler, die unter seinem Vorgänger Dunga länger nicht berücksichtigt worden waren. Menezes war es gelungen, innerhalb eines Jahres das Team im Schnitt zu verjüngen. Jüngste Spieler im Kader zur Copa América waren Neymar (19) und Lucas (18). Hinzu kamen mit Ganso und Alexandre Pato (beide 21) zwei Spieler, die noch für die U-21 spielberechtigt gewesen wären.
Die Copa América begann für Brasilien mit einem 0:0 gegen Venezuela im ersten Gruppenspiel schleppend. Man trat mit folgender Startaufstellung im 4-2-3-1 an: J. César – D. Alves, Lúcio, T. Silva, A. Santos – Lucas Leiva, Ramires – Robinho, Ganso, Neymar – Pato. Auch im zweiten Spiel konnte die Seleção nicht überzeugen und kam gegen Paraguay zu einem 2:2-Unentschieden. Im Vergleich zum ersten Spiel wechselte Menezes ein Mal und brachte Jádson für Robinho. Dieser brachte Brasilien in der 39. Minute mit 1:0 in Führung, die Paraguay in elf Minuten durch Santa Cruz (55.) und Valdez (67.) zu einer 2:1-Führung umwandeln konnte. In der 90. Minute traf Fred zum 2:2 für die Brasilianer. Im letzten Gruppenspiel benötigte die Seleção gegen Ecuador einen Sieg, um ins Viertelfinale zu kommen. Menezes stellte im Vergleich zum Spiel gegen Paraguay auf zwei Positionen um und brachte Robinho für Jadson und Maicon für Daniel Alves. Die Seleção ging gegen Ecuador in der 29. Minute durch Pato in Führung. In der 50. Minute traf Neymar zum 2:1, nachdem Ecuador durch Caicedo (50.) ausgleichen konnte. In der 59. Minute war es wieder Caicedo, der zum 2:2-Ausgleich traf. Zum Ende machten Pato (61.) und Neymar (72.) den 4:2-Sieg gegen Ecuador klar.
Im Viertelfinale traf man wieder auf Paraguay, die sich als einer der beiden besten Gruppendritten für die K.o.-Phase qualifizierten. Brasilien trat mit derselben Elf an, die 4:2 gegen Ecuador gewann. Die Seleção war im Spiel besser, vergab aber Chancen, sodass es in die Verlängerung ging, in der sich beide Mannschaften keine Chancen herausspielen konnten. Nach einer Rudelbildung wurden Lucas Leiva und der Paraguayer Alcaraz nach Tätlichkeiten vom Platz gestellt (103.). So kam es zum Elfmeterschießen, in dem Brasilien alle seine vier Elfmeter verschoss. Als erster Schütze trat Elano an, der den Ball über das Tor schoss. Nachdem auch Paraguay seinen Elfmeter verschoss, trat Thiago Silva an, der an Torhüter Justo Villar scheiterte. Den zweiten Elfmeter für Paraguay verwandelte Estigarribia zum 1:0. Auch der dritte Schütze der Seleção André Santos scheiterte, indem er den Ball deutlich über das Tor schoss. Im Anschluss verwandelte Riveros zum 2:0 für Paraguay. Den letzten Elfmeter schoss Fred links am Tor vorbei, wodurch die Seleção wie bei der WM 2006 und 2010 im Viertelfinale scheiterte.
Am 10. August 2011 verlor Brasilien erstmals seit dem 17. November 1993 wieder ein Spiel gegen Deutschland, als man in Stuttgart mit 2:3 unterlag. 2012 bestritt die Seleção mehrere Testspiele, bei denen überwiegend Spieler eingesetzt wurden, die noch unter 23 Jahren waren und die dann Brasilien beim olympischen Fußballturnier in London vertreten sollten, bei dem Brasilien erstmals die Goldmedaille gewinnen wollte. Nach fünf Siegen in der Gruppenphase, dem Viertel- und Halbfinale, bei denen immer je 3 Tore erzielt wurden, verlor Brasilien das Finale gegen Mexiko mit 1:2. Nach den Olympischen Spielen konnte Brasilien, aufbauend auf dem Stamm der Olympiamannschaft, zwar mehrere Spiele gewinnen, nach einer 1:2-Niederlage am 21. November 2012 gegen Argentinien wurde Mano Menezes entlassen. Nachfolger wurde Luiz Felipe Scolari mit Unterstützung durch Carlos Alberto Parreira als technischem Direktor. Mit beiden wurde Brasilien bereits je einmal (2002 bzw. 1994) Weltmeister.
Das erste Spiel am 6. Februar 2013 unter der Leitung Scolaris wurde mit 1:2 gegen England im Wembley-Stadion zu London verloren und auch in den folgenden vier Spielen wurde lediglich ein Unentschieden erreicht, ehe mit einem 3:0 gegen Frankreich der erste Sieg folgte. Den folgenden Confederations Cup 2013 gewann Brasilien nach verlustpunktfreier Gruppenphase und einem 2:1-Halbfinalsieg gegen Uruguay mit 3:0 im Finale gegen Spanien. Im ersten Spiel nach dem Confed-Cup erlitt die Seleçao wieder eine Niederlage, als sie in Basel gegen die Schweiz mit 0:1 verlor. Diese Niederlage war auch die erste Niederlage Brasiliens gegen die Schweiz seit 1989. Alle folgenden Spiele konnte Brasilien gewinnen. Die hohen Erwartungen bei der Heim-WM 2014 konnte die Mannschaft um Neymar nicht erfüllen. Zwar drang Brasilien bis ins Halbfinale vor, musste sich dort jedoch ohne seinen verletzten Stürmer Deutschland am 8. Juli 2014 mit 1:7 geschlagen geben. Für die Seleção war die Begegnung, die auch als Mineiraço (sinngemäß etwa „Schock von Mineirão“) bezeichnet wird, die erste Heimniederlage in einem Pflichtspiel seit 1975 und die höchste Niederlage in ihrer Turniergeschichte. Im abschließenden Spiel um den dritten Platz verlor Brasilien gegen die Niederlande mit 0:3 und wurde nur WM-Vierter.

### Seit 2014: Neustart nach der Heim-WM
Die ersten zehn Partien nach der WM, die allesamt Freundschaftsspiele waren, gewann Brasilien, darunter auch ein 2:0 gegen Argentinien beim Superclássico das Américas. Dadurch galt Brasilien als einer der Favoriten bei der Copa América 2015, die in Chile stattfand. Das Team startete mit einem 2:1-Sieg gegen Peru, gefolgt von einer 0:1-Niederlage gegen Kolumbien. In diesem Spiel bekam Neymar wegen einer Tätlichkeit die rote Karte und wurde anschließend für den Rest des Turniers gesperrt. Das entscheidende letzte Gruppenspiel wurde mit 2:1 gegen Venezuela gewonnen, wodurch das Viertelfinale erreicht wurde. In diesem scheiterte man nach Elfmeterschießen an Paraguay. Damit schied Brasilien erstmals in der Geschichte der Nationalmannschaft zweimal in Folge schon im Viertelfinale aus. In den ersten sechs Partien in der südamerikanischen WM-Qualifikation gewannen die Brasilianer nur zwei Spiele und belegten somit lediglich den sechsten Platz.
In der folgenden Copa America schied man in der Vorrunde aus. Im Anschluss an das Turnier wurde Carlos Dunga entlassen. Neuer Trainer wurde Tite. Unter ihm qualifizierte sich die Seleção als erste Mannschaft nach Gastgeber Russland für die WM 2018 und löste Argentinien im April 2017 als Spitzenreiter der FIFA-Weltrangliste ab. Mit zwölf Siegen und 41 Punkten beendete Brasilien die WM-Qualifikation als Gruppensieger. Das Kalenderjahr 2017 endete mit einem 3:1 in Lille (Frankreich) gegen Japan und einem torlosen Unentschieden im Wembley-Stadion in London gegen England. Das neue Jahr begann mit einem 3:0-Sieg in Moskau gegen Russland und einem 1:0 im Olympiastadion in Berlin gegen Deutschland im ersten Aufeinandertreffen seit der 1:7-Niederlage im WM-Halbfinale 2014, ehe im Mai 2018 der WM-Kader verkündet wurde. In der Gruppenphase bei der Weltmeisterschaftsendrunde traf Brasilien auf die Schweiz, auf Costa Rica und auf Serbien. Einem 1:1 gegen die Schweiz folgte ein 2:0 gegen Costa Rica durch zwei späte Tore von Philippe Coutinho und Neymar, ehe mit einem 2:0 gegen Serbien der Gruppensieg errungen wurde. Im Achtelfinale setzte sich die brasilianische Elf mit einem 2:0 gegen Mexiko durch, ehe die Mannschaft von Tite im Viertelfinale mit einer 1:2-Niederlage gegen Belgien aus dem Turnier ausschied.
In den folgenden acht Spielen bis zum März des Jahres 2019 gab es ein Unentschieden bei acht Siegen. Währenddessen gaben unter anderem Arthur und David Neres ihr Debüt für die Seleçao. In der Gruppenphase bei der Copa América 2019 im eigenen Land traf Brasilien auf Bolivien, Venezuela und Peru. Nach einem Unentschieden gegen Venezuela sowie zwei Siegen gegen Bolivien und Peru qualifizierte sich die brasilianische Elf für das Viertelfinale und setzte sich dort erstmals nach Elfmeterschießen gegen Paraguay durch. Im Halbfinale wurde Erzrivale Argentinien geschlagen und durch ein Finalsieg gegen Peru gewann Brasilien erstmals seit 2007 wieder die Copa América.

## Aktueller Kader

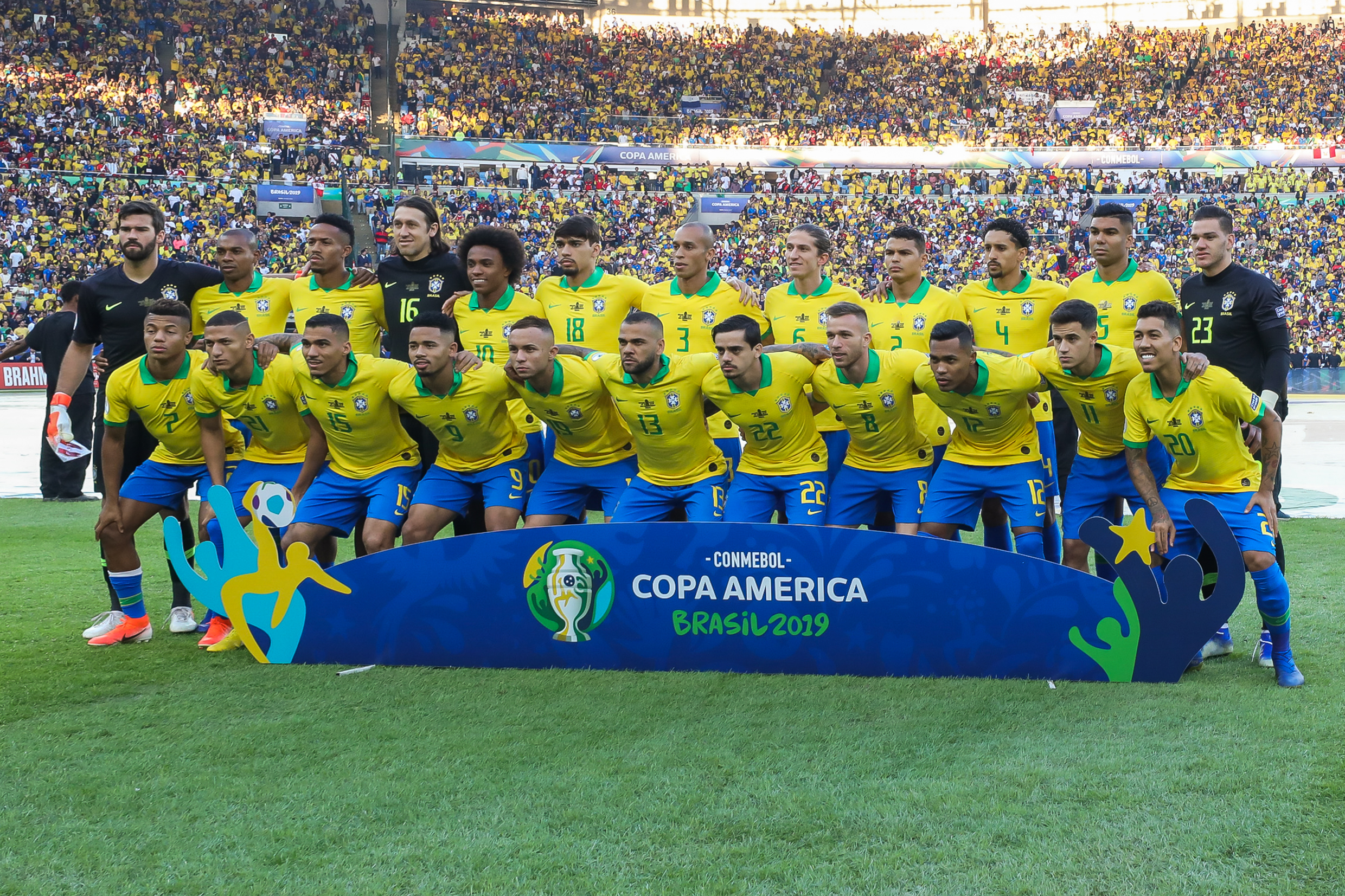
Brasilianische Nationalmannschaft vor dem Finalspiel der Copa América 2019 gegen Peru

Die folgenden brasilianischen Fußballspieler bilden den Nationalmannschaftskader für die Fußball-WM-Qualifikationsspiele am 5. und 10. Juni 2025 gegen Ecuador und Paraguay.
- Stand der Leistungsdaten: 10. Juni 2025 (nach dem Spiel gegen Paraguay)

| Name               | Geburtstag | Alter    | Spiele  | Tore    | Verein                  | Debüt   |         |
| Torwart            | Torwart    | Torwart  | Torwart | Torwart | Torwart                 | Torwart | Torwart |
| ------------------ | ---------- | -------- | ------- | ------- | ----------------------- | ------- | ------- |
| Alisson            | 02.10.1992 | 32 Jahre | 74      | 0       | FC Liverpool            | 2015    |         |
| Bento              | 10.06.1999 | 26 Jahre | 04      | 0       | al-Nassr FC             | 2024    |         |
| Hugo Souza         | 31.01.1999 | 26 Jahre | 0       | 0       | Corinthians São Paulo   |         |         |
| Abwehr             |            |          |         |         |                         |         |         |
| Alexsandro         | 09.08.1999 | 26 Jahre | 02      | 0       | OSC Lille               | 2025    |         |
| Carlos Augusto     | 07.01.1999 | 26 Jahre | 02      | 0       | Inter Mailand           | 2023    |         |
| Lucas Beraldo      | 24.11.2003 | 21 Jahre | 04      | 0       | Paris Saint-Germain     | 2024    |         |
| Danilo             | 15.01.1991 | 34 Jahre | 66      | 01      | CR Flamengo             | 2011    |         |
| Wesley França      | 06.09.2003 | 21 Jahre | 02      | 0       | CR Flamengo             | 2025    |         |
| Marquinhos         | 14.05.1994 | 31 Jahre | 99      | 07      | Paris Saint-Germain     | 2013    |         |
| Léo Ortiz          | 03.01.1996 | 29 Jahre | 02      | 0       | CR Flamengo             | 2025    |         |
| Alex Sandro        | 26.01.1991 | 34 Jahre | 41      | 02      | CR Flamengo             | 2011    |         |
| Vanderson          | 21.06.2001 | 24 Jahre | 07      | 0       | AS Monaco               | 2023    |         |
| Mittelfeld         |            |          |         |         |                         |         |         |
| Casemiro           | 23.02.1992 | 33 Jahre | 77      | 07      | Manchester United       | 2011    |         |
| Éderson            | 07.07.1999 | 26 Jahre | 03      | 0       | Atalanta Bergamo        | 2024    |         |
| Gerson             | 20.05.1997 | 28 Jahre | 14      | 01      | CR Flamengo             | 2021    |         |
| Bruno Guimarães    | 16.11.1997 | 27 Jahre | 35      | 01      | Newcastle United        | 2020    |         |
| Andreas Pereira    | 01.01.1996 | 29 Jahre | 10      | 02      | FC Fulham               | 2018    |         |
| Andrey Santos      | 03.05.2004 | 21 Jahre | 02      | 0       | Racing Straßburg        | 2023    |         |
| Sturm              |            |          |         |         |                         |         |         |
| Antony             | 24.02.2000 | 25 Jahre | 16      | 02      | Betis Sevilla           | 2021    |         |
| Matheus Cunha      | 27.05.1999 | 26 Jahre | 15      | 01      | Wolverhampton Wanderers | 2021    |         |
| Estêvão            | 24.04.2007 | 18 Jahre | 05      | 0       | SE Palmeiras            | 2024    |         |
| Gabriel Martinelli | 18.06.2001 | 24 Jahre | 18      | 02      | FC Arsenal              | 2022    |         |
| Raphinha           | 14.12.1996 | 28 Jahre | 34      | 11      | FC Barcelona            | 2021    |         |
| Richarlison        | 10.05.1997 | 28 Jahre | 50      | 20      | Tottenham Hotspur       | 2018    |         |
| Vinícius Júnior    | 12.07.2000 | 25 Jahre | 41      | 07      | Real Madrid             | 2019    |         |

## Statistiken, Namen und Rekorde

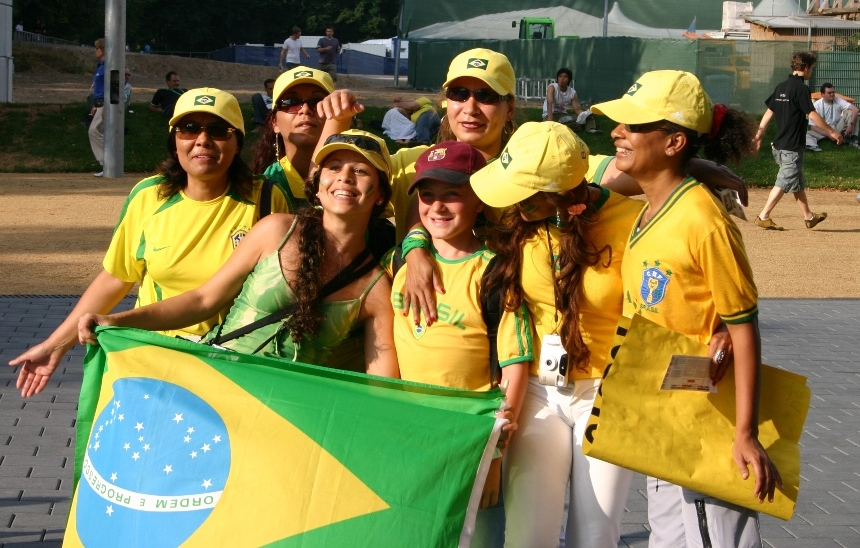
Fans der brasilianischen Mannschaft

### Teilnahme Brasiliens an Fußball-Weltmeisterschaften
Brasilien hat bisher als einzige Nationalmannschaft an jeder Weltmeisterschaftsendrunde teilgenommen und ist auch die einzige Mannschaft, die einen WM-Titel auf drei von vier Kontinenten, auf denen WM-Turniere ausgetragen wurden, gewinnen konnte. Sie durchbrach mit ihrem WM-Sieg 1958 in Schweden erstmals die Serie, dass in Europa immer europäische Mannschaften gewannen und in Amerika immer amerikanische Teams; und sie siegte 2002 in Japan und Südkorea noch einmal auf einem anderen Kontinent. Jedoch gelang der brasilianischen Auswahl als bisher einzigem Weltmeister, neben Spanien, noch kein Titel im eigenen Land.
Brasilien hat 19-mal die Vorrunde bzw. erste Runde überstanden. Nur bei der WM 1930 in Uruguay und 1966 in England ist die brasilianische Nationalmannschaft schon in der Vorrunde und bei der WM 1934 in Italien in der ersten Runde (Achtelfinale) ausgeschieden. Brasilien wurde jeweils als erstes Land zum dritten (1970) und vierten Mal (1994) und als bisher einziges Land zum fünften Mal Weltmeister (2002). Durch den dritten Sieg, durch den Brasilien Rekordweltmeister wurde, ging der erste WM-Pokal in den Besitz Brasiliens über. Brasilianische Spieler wurden am häufigsten (viermal) WM-Torschützenkönig, wobei Garrincha 1962 per Los ermittelt wurde, da fünf andere Spieler, darunter der Brasilianer Vavá, gleich viele Tore erzielten. Mit Ronaldo stellte Brasilien von 2006 bis 2014 den erfolgreichsten WM-Torschützen (15 Tore), seit dem WM-Halbfinale 2014 ist Miroslav Klose erfolgreicher. Brasilien hat mit 114 Spielen unter allen Nationalmannschaften die meisten WM-Spiele bestritten, mit 76 Siegen am häufigsten den Platz als Sieger verlassen sowie mit 237 Toren die meisten WM-Tore erzielt und führt die Ewige WM-Tabelle an.
| Jahr | Gastgeberland          | Teilnahme bis …   | Letzter Gegner              | Ergebnis        | Trainer                       | Bemerkungen und Besonderheiten |
| ---- | ---------------------- | ----------------- | --------------------------- | --------------- | ----------------------------- | --- |
| 1930 | Uruguay                | Vorrunde          | Jugoslawien, Bolivien       | 6.              | Píndaro de Carvalho Rodrigues | 1. Spiel gegen eine europäische Mannschaft |
| 1934 | Italien                | Achtelfinale      | Spanien                     | 14.             | Luís Vinhaes                  | 1. Spiel in Europa |
| 1938 | Frankreich             | Spiel um Platz 3  | Schweden                    | Dritter         | Adhemar Pimenta               | Leônidas Torschützenkönig |
| 1950 | Brasilien              | Finalrunde        | Schweden, Spanien, Uruguay  | Vizeweltmeister | Flávio Costa                  | Maracanaço, Ademir Torschützenkönig |
| 1954 | Schweiz                | Viertelfinale     | Ungarn                      | 5.              | Zezé Moreira                  | |
| 1958 | Schweden               | Finale            | Schweden                    | Weltmeister     | Vicente Feola                 | Einziger WM-Titel einer südamerikanischen Mannschaft in Europa |
| 1962 | Chile                  | Finale            | Tschechoslowakei            | Weltmeister     | Aymoré Moreira                | Garrincha Torschützenkönig |
| 1966 | England                | Vorrunde          | Ungarn, Bulgarien, Portugal | 11.             | Vicente Feola                 | |
| 1970 | Mexiko                 | Finale            | Italien                     | Weltmeister     | Mário Zagallo                 | 1. Weltmeister in Nordamerika, Brasilien wird Rekordweltmeister |
| 1974 | Deutschland            | Spiel um Platz 3  | Polen                       | Vierter         | Mário Zagallo                 | |
| 1978 | Argentinien            | Spiel um Platz 3  | Italien                     | Dritter         | Cláudio Coutinho              | Brasilien als einzige Mannschaft ungeschlagen |
| 1982 | Spanien                | Zweite Finalrunde | Argentinien, Italien        | 5.              | Telê Santana                  | Italien stellt mit seinem 3. WM-Titel den Rekord von Brasilien ein |
| 1986 | Mexiko                 | Viertelfinale     | Frankreich                  | 5.              | Telê Santana                  | Niederlage im Elfmeterschießen |
| 1990 | Italien                | Achtelfinale      | Argentinien                 | 9.              | Sebastião Lazaroni            | Deutschland stellt mit seinem 3. WM-Titel den Rekord von Brasilien und Italien ein |
| 1994 | USA                    | Finale            | Italien                     | Weltmeister     | Carlos Alberto Parreira       | Brasilien wieder alleiniger Rekordweltmeister, Romário bester Spieler |
| 1998 | Frankreich             | Finale            | Frankreich                  | Vizeweltmeister | Mário Zagallo                 | Ronaldo bester Spieler |
| 2002 | Südkorea/Japan         | Finale            | Deutschland                 | Weltmeister     | Luiz Felipe Scolari           | 1. Weltmeister in Asien, 1. WM-Spiel gegen Deutschland, Ronaldo Torschützenkönig |
| 2006 | Deutschland            | Viertelfinale     | Frankreich                  | 5.              | Carlos Alberto Parreira       | Ronaldo wird mit seinem 15. WM-Tor erfolgreichster WM-Torschütze. Bei der WM 2014 wurde er von Miroslav Klose abgelöst |
| 2010 | Südafrika              | Viertelfinale     | Niederlande                 | 6.              | Carlos Dunga                  | |
| 2014 | Brasilien              | Spiel um Platz 3  | Niederlande                 | Vierter         | Luiz Felipe Scolari           | Höchste Niederlage eines Gastgebers im Halbfinale gegen Deutschland (1:7) |
| 2018 | Russland               | Viertelfinale     | Belgien                     | 6.              | Tite                          | Als erste Mannschaft nach dem Gastgeber qualifiziert. |
| 2022 | Katar                  | Viertelfinale     | Kroatien                    | 7.              | Tite                          | Als erste südamerikanische Mannschaft qualifiziert. |
| 2026 | Kanada, Mexiko und USA |                   |                             |                 |                               | In der im September 2023 begonnenen Qualifikation treten wieder alle zehn CONMEBOL-Mitglieder in Hin- und Rückspielen gegeneinander an. Die sechs bestplatzierten Mannschaften qualifizieren sich direkt für die WM-Endrunde 2026. Der Siebtplatzierte nimmt als südamerikanischer Teilnehmer am WM-Play-off-Turnier im März 2026 teil. |

### Teilnahme Brasiliens am Konföderationen-Pokal
Brasilien ist mit sieben Teilnahmen Rekordteilnehmer und mit vier Titeln Rekordsieger des FIFA-Konföderationen-Pokals. Brasilien gewann als erste Mannschaft den Titel dreimal in Folge.
| Jahr | Gastgeberland  | Teilnahme bis …    | Letzter Gegner       | Ergebnis | Trainer                 | Bemerkungen und Besonderheiten |
| ---- | -------------- | ------------------ | -------------------- | -------- | ----------------------- | --- |
| 1992 | Saudi-Arabien  | nicht qualifiziert |                      |          |                         | |
| 1995 | Saudi-Arabien  | nicht eingeladen   |                      |          |                         | |
| 1997 | Saudi-Arabien  | Finale             | Australien           | Sieger   | Mário Zagallo           | Denílson bester Spieler, Romário Torschützenkönig |
| 1999 | Mexiko         | Finale             | Mexiko               | Zweiter  | Vanderlei Luxemburgo    | Ronaldinho bester Spieler und Torschützenkönig |
| 2001 | Südkorea/Japan | Spiel um Platz 3   | Australien           | Vierter  | Leão                    | Einzige Niederlage gegen Australien |
| 2003 | Frankreich     | Vorrunde           | Kamerun, Türkei, USA | 5.       | Carlos Alberto Parreira | Brasilien scheidet punktgleich mit der Türkei aufgrund der weniger erzielten Tore aus.                                                                                |
| 2005 | Deutschland    | Finale             | Argentinien          | Sieger   | Carlos Alberto Parreira | Adriano bester Spieler und Torschützenkönig |
| 2009 | Südafrika      | Finale             | USA                  | Sieger   | Dunga                   | Kaká bester Spieler und Luís Fabiano Torschützenkönig |
| 2013 | Brasilien      | Finale             | Spanien              | Sieger   | Luiz Felipe Scolari     | Brasilien gewinnt zum dritten Mal in Folge und damit als erste Mannschaft bei einem FIFA-Turnier dreimal in Folge. Neymar bester Spieler, Júlio César bester Torhüter |
| 2017 | Russland       | nicht qualifiziert |                      |          |                         | |

### Erfolge
- Fußball-Weltmeisterschaft (5) – 1958, 1962, 1970, 1994, 2002 (Rekord)
- Copa América (9) – 1919, 1922, 1949, 1989, 1997, 1999, 2004, 2007, 2019
- Konföderationen-Pokal (4) – 1997, 2005, 2009, 2013 (Rekord)

### Rekordnationalspieler

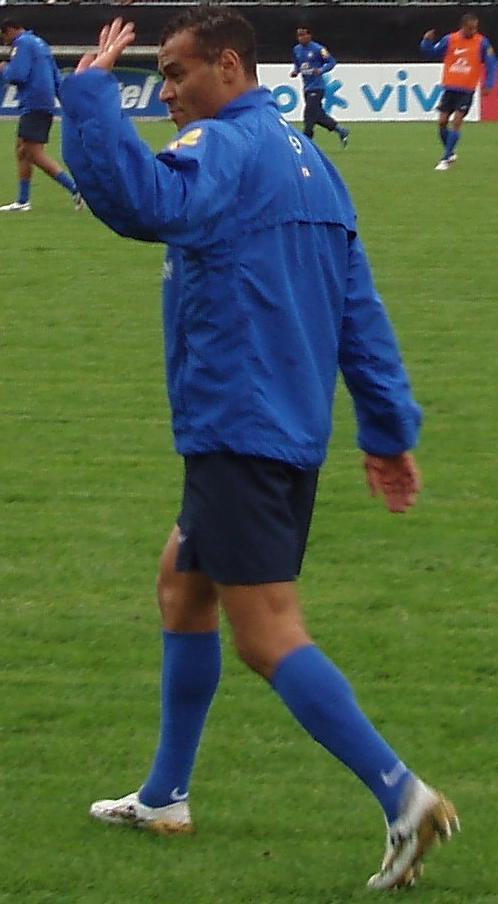
Rekordnationalspieler Cafu

Stand: 19. November 2024
| Rang | Name             | Einsätze | Position   | Zeitraum  |
| ---- | ---------------- | -------- | ---------- | --------- |
| 01.  | Cafu             | 142      | Abwehr     | 1990–2006 |
| 02.  | Neymar           | 128      | Angriff    | 2010–     |
| 03.  | Dani Alves       | 24126    | Abwehr     | 2006–2022 |
| 04.  | Roberto Carlos   | 125      | Abwehr     | 1992–2006 |
| 05.  | Thiago Silva     | 113      | Abwehr     | 2008–2022 |
| 06.  | Lúcio            | 105      | Abwehr     | 2000–2011 |
| 07.  | Cláudio Taffarel | 101      | Torwart    | 1987–1998 |
| 08.  | Robinho          | 100      | Angriff    | 2003–2017 |
| 09.  | Ronaldo          | 098      | Angriff    | 1994–2011 |
| 09.  | Djalma Santos    | 098      | Abwehr     | 1952–1968 |
| 11.  | Ronaldinho       | 097      | Mittelfeld | 1999–2013 |
| 12.  | Marquinhos       | 095      | Abwehr     | 2013–     |
| 13.  | Gilberto Silva   | 093      | Mittelfeld | 2001–2010 |
| 13.  | Gilmar           | 02493    | Torwart    | 1953–1969 |
| 15.  | Kaká             | 092      | Mittelfeld | 2002–2016 |
| 15.  | Pelé             | 092      | Angriff    | 1957–1971 |
| 15.  | Roberto Rivelino | 092      | Mittelfeld | 1965–1978 |

### Chronik der Rekordnationalspieler
| Rekordhalter                                                  | seit               | Anzahl der Spiele |
| ------------------------------------------------------------- | ------------------ | ----------------- |
| Arnaldo, Arthur Friedenreich, Lagreca, Marcos, Nery           | 8. Juli 1916       | 3                 |
| Arnaldo, Arthur Friedenreich, Lagreca, Nery                   | 10. Juli 1916      | 4–5               |
| Arnaldo, Arthur Friedenreich, Lagreca                         | 18. Juli 1916      | 6                 |
| Arnaldo, Lagreca                                              | 3. Oktober 1917    | 7–10              |
| Arnaldo                                                       | 11. Mai 1919       | 11–14             |
| Arnaldo, Amílcar Barbuy                                       | 15. Oktober 1922   | 14                |
| Amílcar Barbuy                                                | 22. Oktober 1922   | 15                |
| Amílcar Barbuy, Arthur Friedenreich                           | 17. Dezember 1925  | 15                |
| Arthur Friedenreich                                           | 25. Dezember 1925  | 16–17             |
| Arthur Friedenreich, Afonsinho                                | 24. Januar 1942    | 17                |
| Afonsinho                                                     | 31. Januar 1942    | 18–19             |
| Afonsinho, Domingos da Guia                                   | 16. Dezember 1945  | 19                |
| Domingos da Guia                                              | 20. Dezember 1945  | 20–25             |
| Domingos da Guia, Jair da Rosa Pinto                          | 13. April 1949     | 25                |
| Domingos da Guia, Jair da Rosa Pinto, Rui                     | 17. April 1949     | 25                |
| Jair da Rosa Pinto                                            | 24. April 1949     | 26–37             |
| Jair da Rosa Pinto, Ademir de Menezes                         | 1. März 1953       | 37                |
| Ademir de Menezes                                             | 12. März 1953      | 38–39             |
| Ademir de Menezes, Zizinho                                    | 27. März 1953      | 39                |
| Zizinho                                                       | 13. November 1955  | 40–53             |
| Zizinho, Nílton Santos                                        | 10. März 1959      | 53                |
| Zizinho, Nílton Santos, Didi                                  | 4. April 1959      | 53                |
| Nílton Santos, Didi                                           | 13. Mai 1959       | 54                |
| Nílton Santos, Didi, Djalma Santos                            | 17. September 1959 | 54                |
| Djalma Santos                                                 | 20. September 1959 | 55–98             |
| Djalma Santos, Cláudio Taffarel                               | 23. Juni 1998      | 98                |
| Cláudio Taffarel                                              | 27. Juni 1998      | 99–102            |
| Cláudio Taffarel, Cafu                                        | 7. Oktober 2001    | 102               |
| Cafu                                                          | 7. November 2001   | 103–142           |
| Anmerkungen: Daten ermittelt anhand der Aufstellungen (Quelle |                    |                   |

### Rekordtorschützen
Brasilien besitzt zusammen mit Ungarn die meisten Spieler (4), die mindestens 50 Länderspieltore erzielt haben und nach Deutschland (incl. DDR 10), England (6) und mit Ungarn (5) die meisten mit mindestens 40 Toren. Nur Cristiano Ronaldo (130), Lionel Messi (109), Ali Daei (108), Sunil Chhetri (94), Romelu Lukaku (85), Ali Mabkhout (85), Ferenc Puskás (84) und Robert Lewandowski (83) erzielten mehr von der FIFA anerkannte Länderspieltore als Neymar und Pelé (Stand 9. Juli 2024).

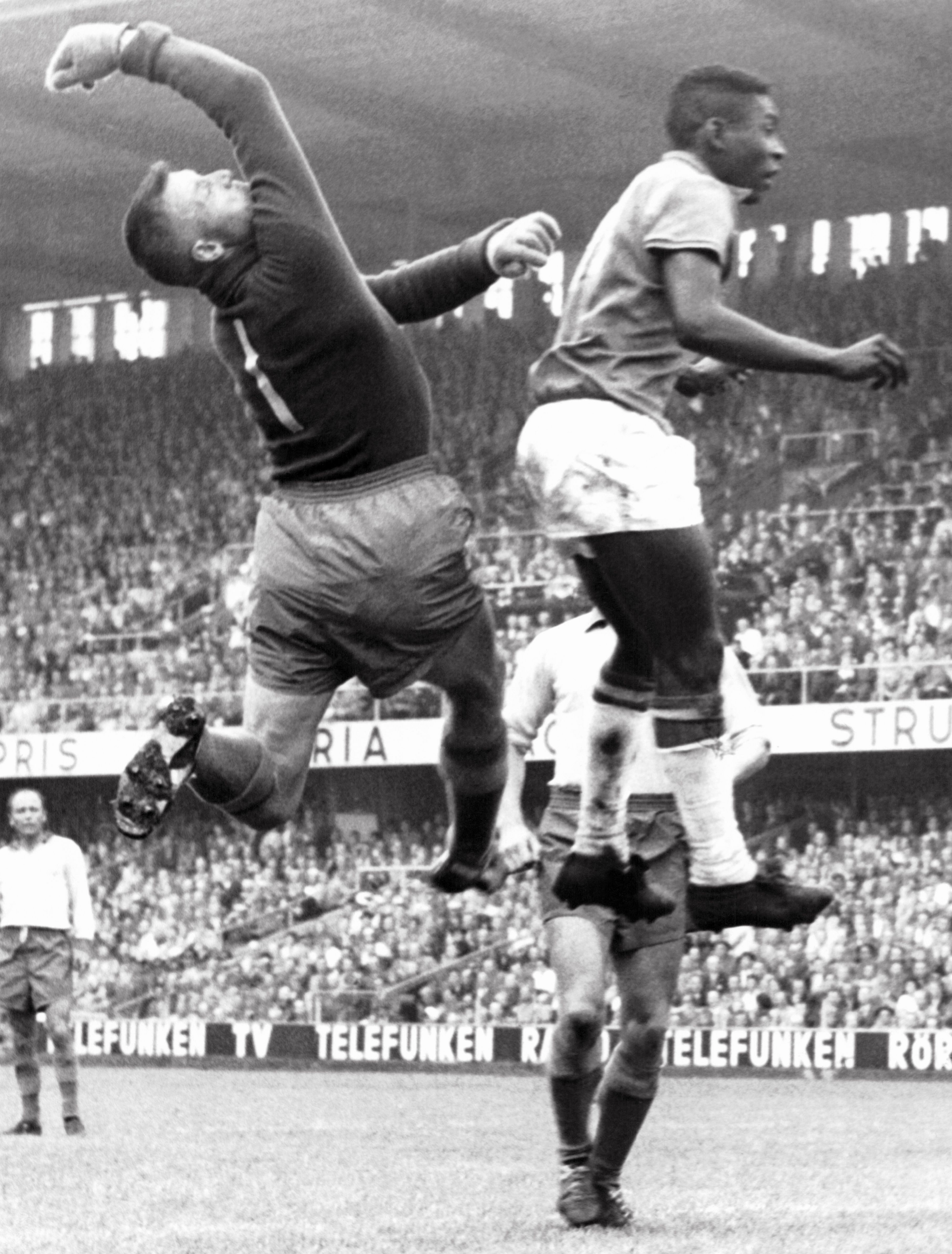
Pelé – Rekordtorschütze bis 2023 – im WM-Finale 1958

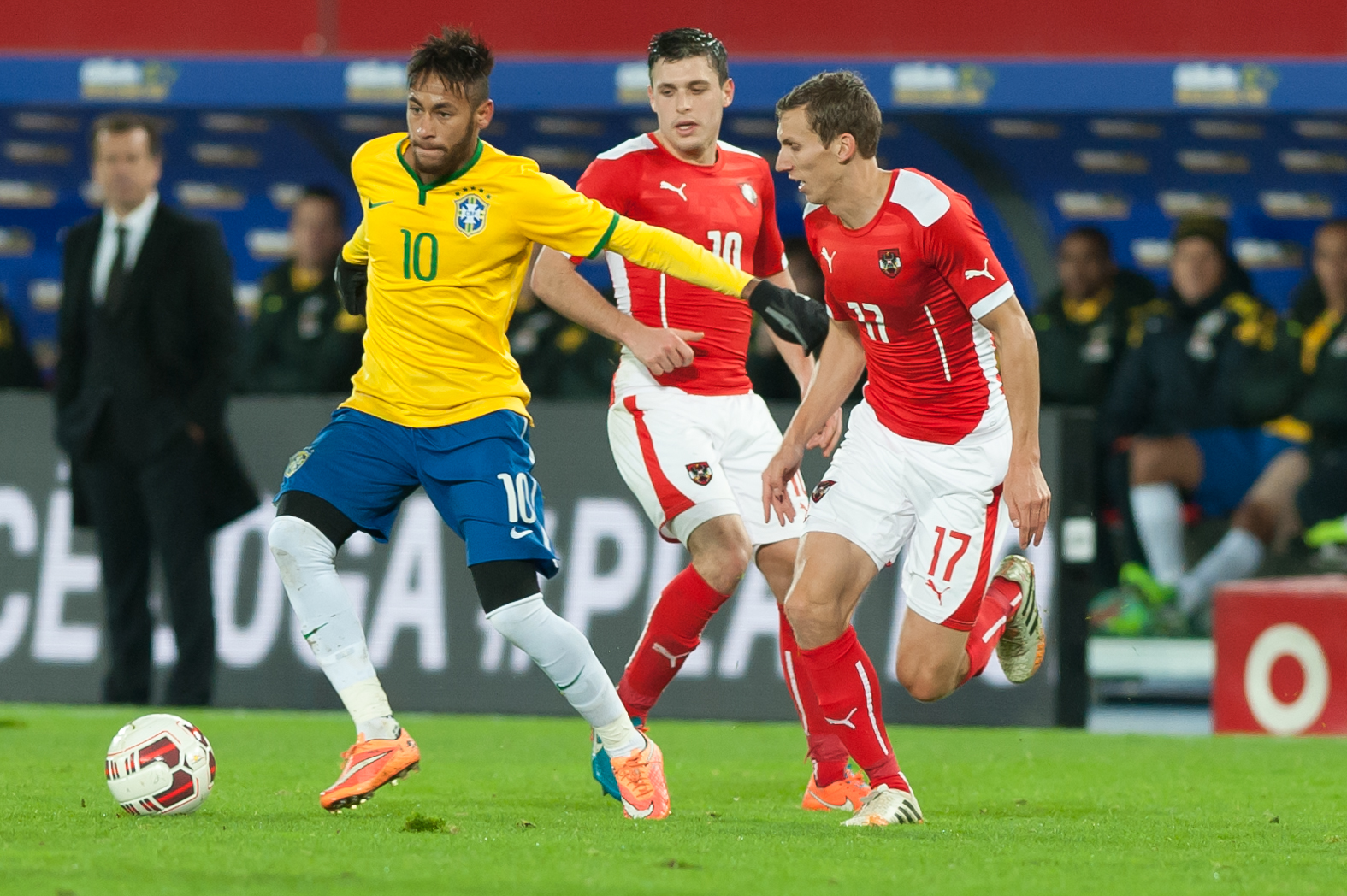
Rekordtorschütze Neymar beim Länderspiel Brasiliens gegen Österreich (2014)

Stand: 15. Oktober 2024
| Rang | Name       | Tore | Einsätze | Quote | Zeitraum  |
| ---- | ---------- | ---- | -------- | ----- | --------- |
| 01.  | Neymar     | 79   | 128      | 0,62  | 2010–0000 |
| 02.  | Pelé       | 77   | 092      | 0,84  | 1957–1971 |
| 03.  | Ronaldo    | 62   | 098      | 0,63  | 1994–2011 |
| 04.  | Romário    | 55   | 070      | 0,79  | 1987–2005 |
| 05.  | Zico       | 48   | 072      | 0,67  | 1971–1989 |
| 06.  | Bebeto     | 39   | 075      | 0,52  | 1985–1998 |
| 07.  | Rivaldo    | 35   | 074      | 0,47  | 1993–2003 |
| 08.  | Jairzinho  | 33   | 081      | 0,41  | 1963–1982 |
|      | Ronaldinho | 33   | 097      | 0,34  | 1999–2013 |
| 010. | Ademir     | 32   | 039      | 0,82  | 1945–1953 |
|      | Tostão     | 32   | 054      | 0,59  | 1966–1972 |
| 012. | Zizinho    | 30   | 053      | 0,57  | 1942–1957 |
| 013. | Careca     | 29   | 060      | 0,48  | 1982–1993 |
|      | Kaká       | 29   | 092      | 0,32  | 2002–2016 |

### Nationaltrainer
vollständige Liste
Bis zum Jahr 1923 wurde die brasilianische Nationalmannschaft von technischen Komitees geführt, die nichts weiter als eine Gruppe von Spielern waren. Diese waren dafür verantwortlich, gemeinsam zu entscheiden, welche Athleten in die Mannschaft berufen wurden.
Eine Auswahl
- Chico Netto (1923)
- Píndaro de Carvalho Rodrigues (1930)
- Adhemar Pimenta (1936–1938)
- Flávio Costa (1944–1955)
- Zezé Moreira (1953–1955)
- Oswaldo Brandão (1955–1956)
- Vicente Feola (1958–1960)
- Aymoré Moreira (1961–1963)
- Vicente Feola (1964–1966)
- Aymoré Moreira (1967–1968)
- João Saldanha (1969–1970)
- Mário Zagallo (1970–1974)
- Oswaldo Brandão (1975–1977)
- Cláudio Coutinho (1977–1979)
- Jaime Valente (1979–1980)
- Telê Santana (1980–1982)
- Carlos Alberto Parreira (1983)
- Cleber Camerino (1984)
- Telê Santana (1985–1986)
- Carlos Alberto Silva (1987–1988)
- Sebastião Lazaroni (1989–1990)
- Paulo Roberto Falcão (1990–1991)
- Ernesto Paulo (1991–1992)
- Carlos Alberto Parreira (1992–1994)
- Mário Zagallo (1994–1998)
- Vanderlei Luxemburgo (1998–2000)
- Émerson Leão (2000–2001)
- Luiz Felipe Scolari (2001–2002)
- Carlos Alberto Parreira (2003–2006)
- Dunga (2006–2010)
- Mano Menezes (2010–2012)
- Luiz Felipe Scolari (2012–2014)
- Dunga (2014–2016)
- Tite (2016–2023)
- Ramon Menezes (2023)
- Fernando Diniz (2023)[34]
- Dorival Júnior (2024–2025)[35]

Quelle: RSSSF.org

### FIFA-Weltrangliste
Seit dem Start der FIFA-Weltrangliste im August 1993 war die Mannschaft Brasiliens insgesamt in 4762 von 10.413 Tagen auf Rang eins. Dies entspricht 46 % der Zeit. Brasilien stand am längsten von allen Mannschaften auf Platz 1. Dabei waren sie ab Juli 1994 knapp über sechs Jahre (73 Monate) und ab Juli 2002 noch einmal viereinhalb Jahre (54 Monate) ununterbrochen Erster. Im Juni 2013 wurde mit Platz 22 der bisher schlechteste Platz und erstmals ein Platz außerhalb der Top 20 belegt, auch bedingt durch die Tatsache, dass Brasilien als Gastgeber der WM 2014 zu dieser Zeit keine Pflichtspiele bestreiten musste. Durch den Sieg beim FIFA-Konföderationen-Pokal 2013 konnte sich Brasilien um 13 Plätze verbessern und stand zwischenzeitlich auf Rang 5 (April bis Juni, August und September 2015). In der April-2017-Ausgabe der FIFA-Weltrangliste stand Brasilien das erste Mal seit sieben Jahren mit 1661 Punkten wieder auf Rang 1. Im August 2021 belegt Brasilien Platz 2.
Im Dezember 2022 wies die Liste den ersten Platz für das Team aus und im April 2023 den Dritten.

## Verschiedenes

### Das Trikot
Die gelb-blauen Trikots wurden erst nach der Niederlage bei der Fußball-Weltmeisterschaft 1950 im eigenen Land gegen Uruguay von Aldyr Schlee entworfen. Zuvor spielte die Seleção in weißen Trikots. Das weiße Trikot wurde 2019 nach 50 Jahren wieder eingeführt. Zur Austragung der Copa América 2019 soll dieses wieder als Auswärtstrikot genutzt werden. Allerdings nicht komplett weiß, wie bei der Niederlage 1950, die Hosen bleiben blau.

## Auszeichnungen
Die italienische Sportzeitung Gazzetta dello Sport wählte die brasilianische Nationalmannschaft in den Jahren 1994 und 2002 zur „Weltmannschaft des Jahres“.